# Eriocaulon heteromallum
Eriocaulon heteromallum är en gräsväxtart som beskrevs av August Gustav Heinrich von Bongard. Eriocaulon heteromallum ingår i släktet Eriocaulon och familjen Eriocaulaceae. Inga underarter finns listade i Catalogue of Life.